# اچ‌ام‌آاس سربوس (پایگاه دریایی)
اچ‌ام‌آاس سربوس (به انگلیسی: HMAS Cerberus) یک منطقهٔ مسکونی در استرالیا است که در ویکتوریا (استرالیا) واقع شده‌است.